# James Franck
Pour les articles homonymes, voir Franck.
James Franck (26 août 1882 à Hambourg - 21 mai 1964 à Göttingen) est un physicien allemand, colauréat avec Gustav Hertz du prix Nobel de physique de 1925 « pour leur découverte des lois régissant la collision d'un électron avec un atome ».

## Biographie

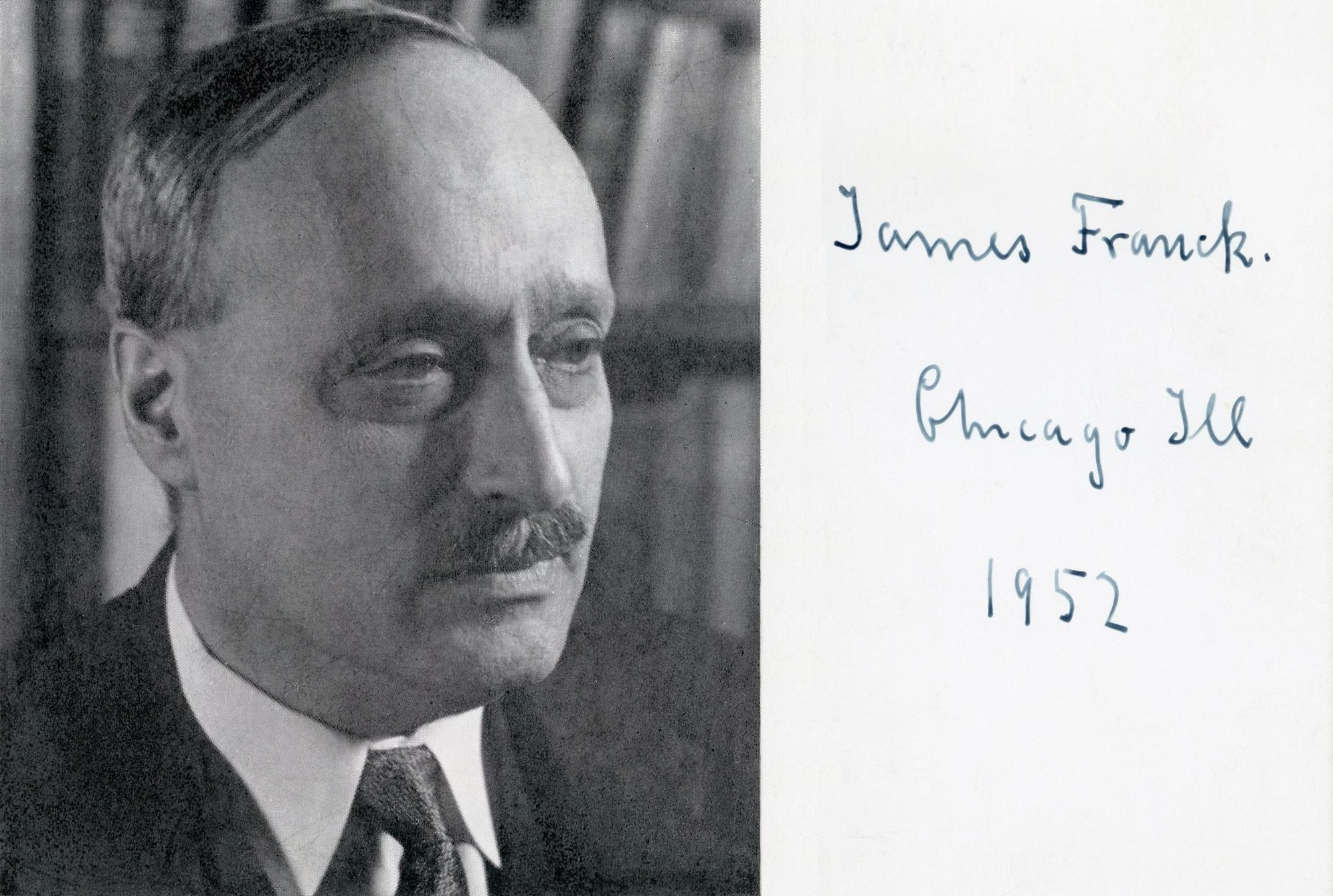
James Franck, Chicago 1952

Il est né à Hambourg et a travaillé sur la physique quantique. En 1925, il a reçu le prix Nobel de physique, principalement pour son travail des années 1912-1914, notamment l'expérience de Franck et Hertz, une confirmation du modèle de Bohr de l'atome. Il fut à l'origine de la découverte du principe de Franck-Condon pour les réactions photochimiques.
Professeur à Göttingen, visé par la loi allemande sur la restauration de la fonction publique du 7 avril 1933, il publia une lettre ouverte de démission, refusant l'exception qu'on lui accordait comme ancien combattant en déclarant : « Nous, Allemands d'origine juive, sommes traités comme des étrangers et des ennemis de la patrie ». Il quitta son poste en Allemagne le 17 avril 1933 et poursuivit ses recherches aux États-Unis, d'abord à Baltimore et ensuite à Chicago, après une année au Danemark. 
Il participe au projet Manhattan pendant la Seconde Guerre mondiale. Il est le directeur du Comité sur les problèmes politiques et sociaux posés par la bombe atomique. Ce comité comprenait aussi d'autres scientifiques du Metallurgical Laboratory  du projet Manhattan à l'université de Chicago, dont Donald J. Hughes (en), J. J. Nickson (en), Eugene Rabinowitch (en), Glenn T. Seaborg, J. C. Stearns et Leó Szilárd. Le comité a rendu le 11 juin 1945 un rapport (le « rapport Franck ») sur les problèmes posés par l'usage militaire de la bombe atomique. Il fut lauréat du prix Rumford en 1955 pour ses travaux sur la photosynthèse. Franck est devenu membre étranger de la Royal Society le 23 avril 1964.
Étudiants
Wilhelm Hanle, Arthur R. von Hippel (en) et Theodore T. Puck ont été ses étudiants au doctorat.

## Anecdote
Lors de l'invasion du Danemark par l'Allemagne pendant la Seconde Guerre mondiale, le chimiste hongrois George de Hevesy dissout avec de l'eau régale les médailles Nobel en or de Max von Laue et de James Franck afin d'éviter leur vol par les nazis. Il garde la solution obtenue sur une étagère de son laboratoire à l'Institut Niels-Bohr et le récupère après la guerre. Il provoque la précipitation de l'or et la Société du prix Nobel peut refondre les médailles à partir de l'or original.